# Nascita di un guru
« Chiunque si vanti di potersi avvicinare a Dio è vittima dell'inganno di Dio.

Qualcuno mi porti un whisky. On the rocks! »
Nascita di un guru è un romanzo di Takeshi Kitano.

## Trama
Kazuo è un ragazzo che vive un periodo molto difficile: ha da poco perso il lavoro, la sua ragazza lo ha lasciato per un altro e, in più, vive tormentandosi internamente da enormi interrogativi metafisici. Quando un giorno, casualmente, si imbatte in una strana comunità religiosa che fa riferimento a un guru, si aggrappa disperatamente ad essa come a una scialuppa di salvataggio nel mare in tempesta. Ma le cose non vanno ugualmente bene. Il capo della setta non è del tutto a posto e il suo assistente è un cinico senza scrupoli. I seguaci, da parte loro, sembrano cercare l'elevazione spirituale nei bar e nei bordelli. Non fa niente. Kazuo, imperterrito, vuole continuare senza ombra di dubbio questa strada. Ma il fato ha in mente grandi cose per lui, così, in men che non si dica gli eventi prendono una strana piega e lui si ritrova a occupare un ruolo assolutamente inatteso...

## Edizioni
- Takeshi Kitano, Nascita di un guru, traduzione di L. Brambilla, Strade Blu, Arnoldo Mondadori Editore, 2007,  p. 200, ISBN 88-04-55702-8.